# Sūrenābād
Sūrenābād (persiska: سورن آباد, Sūranābād) är en ort i Iran.   Den ligger i provinsen Kermanshah, i den nordvästra delen av landet, 400 km väster om huvudstaden Teheran. Sūrenābād ligger 1 748 meter över havet och antalet invånare är 321.
Terrängen runt Sūrenābād är platt norrut, men söderut är den kuperad.Runt Sūrenābād är det ganska tätbefolkat, med 72 invånare per kvadratkilometer. Närmaste större samhälle är Sonqor, 17,5 km sydost om Sūrenābād. Trakten runt Sūrenābād består till största delen av jordbruksmark.